# Kovács Zsolt (hídmérnök)
Kovács Zsolt (Budapest, 1941. március 28. –) magyar hídépítő mérnök.

## Élete
1964-ben szerezte meg mérnöki oklevelét az Építőipari és Közlekedési Műszaki Egyetem Mérnöki Karán, majd 1969-ben a vasbetonépítési szakmérnöki oklevelét a Budapesti Műszaki Egyetemen.
A hídtervezés különböző területein fejti ki tevékenységét.
Egyik irányító tervezője volt több hazai, konzolosan, csúszó zsaluzattal épített feszített vasbeton hídnak: győri Kis Duna-híd, csongrádi Tisza-híd. Másik nagy szakterülete a szakaszos előretolással épülő feszített vasbeton hidak: az M1 autópálya ilyen technológiával épült Rába-hídja és a szolnoki Holt Tisza-híd.
A szabadbetonozás és a szakaszos előretolási technológia együttes alkalmazása: a szolnoki Szent István híd.
Fontos munkái még az M0-s autóút Soroksári-Duna-ág hídja, a cigándi Tisza-híd és számos autópálya műtárgy. Felelős tervezője volt az Árpád híd középső szerkezete felújításának.
A 2000-es években két nagy folyami híd főtervezését végezte: az M3-as autópálya Tisza-hídja – ennek görgős szerelése Magyarországon addig még sosem alkalmazott módszer volt – és az M9-es autóút szekszárdi Duna-hídja.
A Mérnöki Kamara Hidász szakosztálya elnökségének tagja. Tagja a Közlekedéstudományi Egyesületnek, és a fib (Nemzetközi Betonszövetség) Magyar tagozatának.

## Elismerései
- A Magyar Köztársasági Érdemrend lovagkeresztje (2004)[1]